# Opéra de Nice
Opéra de Nice (dansk: Nice' opera) er en opera beliggende i Nice.
Bygningen er opført i 1882 af François Aune og blev i 1993 klassificeret som Monument Historique. Operaens nuværende navn fik den i 1902.
Operaen er beliggende i rue Saint François de Paule i udkanten af den gamle bydel. Der er den lidt sjove detalje ved bygningen, at den side, der vender ud imod Promenade des Anglais, faktisk er bagsiden.
Operaen bruges udover til opera også til ballet og klassiske koncerter.
Orchestre Philharmonique de Nice har hjemmehørende i operaen.